# 蠕变
蠕變（英語：Creep），也稱潜變，是在應力作用下固体材料缓慢且永久的變形。它的发生是低于材料屈服强度的應力长时间作用的结果。当材料长时间处于高温或者在熔点附近时，蠕變会更加剧烈。蠕變速率常常随着温度升高而加剧。
蠕變速率与材料性质、加载时间、加载温度和加载结构應力有关。取决于加载應力和它的持续时间，这种變形可能變得很大，以至于一些部件可能会失效。例如，涡轮叶片的蠕變将会使叶片与外壳相接触，导致叶片的失效。蠕變常常是工程上和冶金上评价在高應力或高温下工作的部件所需要关注的。蠕變可能是组成失效模型的變形机制，也可能不是。混凝土中适中的蠕變有时是受欢迎的，因为它会减轻可能另外引发断裂的拉應力。
不像脆性断裂，蠕變變形并不会随着應力作用而突然出现。相反，應變会在长时间的應力作用下积累。因此，蠕變是一种“与时间相关的”變形。
蠕變變形发生的温度范围因材料不同而不同。例如，钨需要几千度才能发生蠕變變形，然而冰可以在冰点下蠕變。通常，在金属熔点的大约30%和陶瓷熔点的40%-50%时，蠕變的影响开始變得显著。事实上，任何材料在接近其熔点的时候都会发生蠕變。由于蠕變的最低温度和熔点有关，蠕變可以在相对较低的温度下在一些材料上发生，如塑料和低熔点金属，包括许多焊料。室温蠕變可以很明显的发生在旧的铅热水管上。冰河流也是個常見的蠕變例子。
除了在需要保持高温的系统中，例如核电站、喷气发动机和热交换机，对于许多日常用品的设计，考虑蠕變變形也是很重要的。例如，金属纸夹比塑料强度大，因为塑料在室温下发生蠕變。老化的玻璃窗常常错误的被用来当成这个现象的例子：可观测的蠕變仅仅在高于玻璃转變温度（900°F/500°C）下发生。尽管玻璃在正确的条件下展现出蠕變，然而旧窗户上明显的下垂现象可能来自废弃的制造工艺，例如用于制造冕牌玻璃而引发不均一厚度的工艺。
一个蠕變變形應用的例子是钨灯丝的设计。支柱之间灯丝圈的下垂随时间不断增长，原因是灯丝自身重量而引发的蠕變變形。如果过多的變形发生，邻近圈的灯丝相互接触，将引发短路和局部过热，从而很快导致灯丝失效。因此灯丝形状和支柱被设计用来限制由灯丝重量引发的應力，而且一种掺杂了氧在晶界中的特殊的钨被用来减缓Coble蠕變的速率。
在蒸汽涡轮发电站中，管道在高温（566°C/1050°F）和高压（24.1MPa/3500psi或更高）下运输蒸汽。在喷气发动机中，温度可以达到1400°C/2550°F，会在涡轮叶片上引发蠕變變形。因此，理解材料的蠕變變形行为是很重要的。

## 蠕變的阶段
在初始阶段，或者初步蠕變，应變速率一般较大，但是随着时间增加而放慢。这是由于形變硬化。形變率最后达到一个最大值并接近常数。这是由于形變硬化和退火（热软化）的一个平衡。这个阶段就是第二阶段或者稳态蠕變。这个阶段最被了解。“蠕變应變率”就是指这一阶段的應變率。应力和应變率的关系随潛變机制不同而不同。在第三阶段，由于颈缩现象，应變率随着应變增大指数性的增长。

## 蠕變机制
蠕變机制随温度和应力不同而不同。这些不同的方法是：
基体扩散——又被称为Nabarro-Herring蠕變
攀移——这里应变變际上由攀移实现
攀移辅助滑移——这里攀移是一种可能的机制，让位错绕过障碍
晶界扩散——又被称为Coble蠕變
热驱动滑移——例如，通过交滑移

## 主要蠕變公式
{\displaystyle {\frac {d\varepsilon }{dt}}={\frac {C\sigma ^{m}}{d^{b}}}e^{\frac {-Q}{kT}}}
ε是蠕變应變，C是一个依赖于材料和特别蠕變机制的常数，m和b是依赖于蠕變机制的指数，Q是蠕變机制的激活能，σ是加载应力，d是材料的晶粒尺寸，k是波尔兹曼常数，T是绝对温度。

### 位错蠕變
在高应力（相对于剪切模量）下，蠕變是一个受位错控制的运动。当应力加载在材料上时，由于滑移面中的位错移动而塑性變形发生。材料中含有大量的缺陷，例如固溶原子，它们可以作为位错运动的障碍。因为位错攀移现象而蠕變发生。在高温下晶体中的空位可以扩散到位错中，引起位错移动在最近的滑移面。通过攀移到邻近滑移面位错可以绕过障碍继续运动，从而使进一步的變形发生。空位扩散到位错的位置需要一定时间而导致了时间依赖的變形，就是蠕變。
位错蠕變中{\displaystyle Q=Q_{\text{self diffusion}}}, m = 4-6, b=0。因此位错蠕變强烈依赖于加载应力而不依赖于晶粒尺寸。
一些合金表现出很大的应力指数（n>10），这已经由引入初始应力{\displaystyle \sigma _{th}}而解释，低于初始应力时无法测量。这样，修正后的公式就变成：
{\displaystyle {\frac {d\epsilon }{dt}}=A\left(\sigma -\sigma _{th}\right)^{n}e^{\frac {-Q}{{\bar {R}}T}}}
A、Q和n可以用传统机制解释（3≤n≤10）。

### Nabarro-Herring蠕變
Nabarro-Herring蠕變是扩散控制蠕變的一种形式。在N-H蠕變中，原子通过晶格扩散，造成晶粒沿着应力轴伸长。N-H蠕變中，k和原子通过晶格的扩散系数有关，Q = Qself diffusion，m = 1，b=2。因此N-H蠕變是一种弱应力依赖、中等晶粒尺寸依赖的蠕變，它的蠕變形變率随着晶粒尺寸增长而降低。
N-H蠕變有强烈的温度依赖性。因为材料中发生原子的晶格扩散，晶体结构中附近的晶格点或者空隙点是自由的。一个给定的原子将会克服能量势垒从当前位置（处于一个能量势阱当中）移动到邻近的空穴位（另一个势阱）。扩散公式的主要公式是D = D0exp(Ea / kT)，D0和尝试跳跃频率、最近邻位的数目和这些位成为空位的概率有关。因此它对温度有双重依赖性。在更高的温度下，扩散由于公式的直接温度影响、通过肖特基缺陷的空位增加和材料中原子平均能量的增加而增大。N-H蠕變主要发生在相对于材料熔点的很高温度下。

## Coble蠕變
Coble蠕變是扩散控制蠕變的第二种形式。在Coble蠕變中原子沿着晶界扩散而使晶粒沿着应力轴拉长。这使得Coble蠕變比N-H蠕變有更高的晶粒尺寸依赖性。Coble蠕變中k和晶界附近的原子的扩散系数有关，Q = Qgrain boundary diffusion，m=1，b=3。因为Qgrain boundary diffusion < Qself diffusion，Coble蠕變主要发生在比N-H蠕變更低的温度。Coble蠕變也是温度依赖性的，温度上升，晶界扩散增强。但是，由于最近邻的数目被有效的限制在晶粒的表面，而且空位在晶界的热发生不普遍，Coble蠕變的温度依赖性并不如N-H蠕變。它和N-H蠕變一样体现出和应力的线性相关。

### 聚合物的蠕變
蠕變可以发生在聚合物和金属这样的粘弹性的材料中。聚合物在力作用下的行为可以用Kelvin-Voigt模型模拟。在这个模型中，材料由一个Hookean弹簧和一个平行的Newtonian阻尼器所表示。蠕變应變由下式给出：
{\displaystyle \varepsilon (t)=\sigma C_{0}+\sigma C\int _{0}^{\infty }f(\tau )(1-\exp[-t/\tau ])\,d\tau }
其中：
σ=加载应力
C0=瞬时蠕變柔度
C=蠕變柔度系数
τ=延迟时间
f(τ)=延迟时间的分配

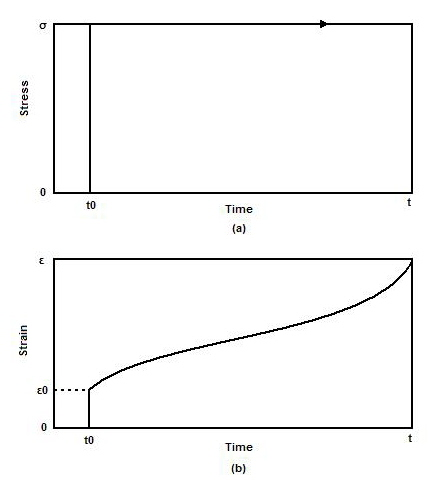
粘弹性材料在长周期下的加载应力(a)和诱导应變(b)随时间的关系

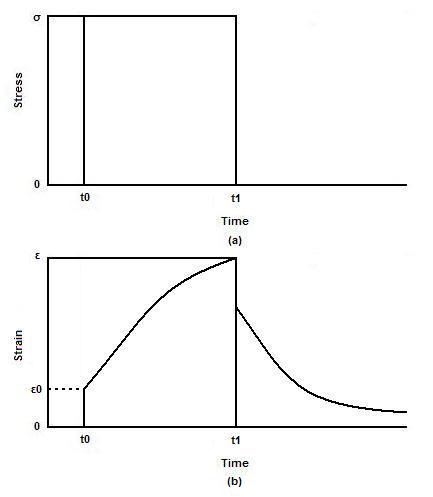
粘弹性材料在短周期下的加载应力(a)和诱导应變(b)

当在一个阶段稳定的应力下，粘弹性材料的应變经过一个时间依赖的增长。这个现象称为粘弹性蠕變。
在时间t0时，一种粘弹性材料在一个能够稳定足够长时间的应力下加载。这种材料的应變在应力作用下不断增长直到材料最终失效。当应力持续较短周期时，材料在t1之前承受一个初始的应潛，然后应力减轻，应变立刻减小（不连续），然后连续逐渐减小到剩余应變。
粘弹性蠕變数据可以通过两种方式表达。给定温度下，全部的应變可以作为时间的函数被画出来。在加载应力的一个特定值下，材料会表现出线粘弹性。高于这个特定应力，蠕變应變率将不成比例的更快增长。第二种图形表示材料粘弹性蠕變的方式是把蠕變模量（特定时间下稳定加载应力除以全应變）作为时间的函数画出来。在它的特殊应力之下，粘弹性蠕變模量是和加载应力无关的。如果加载应力地用于材料的特殊应力值时，在不同加载应力作用下的一系列应变对时间的曲线可以被一个粘弹性蠕變模量对时间的曲线表达。
另外，聚合物的分子重量影响它的蠕變行为。增长的分子重量的效果倾向于提高聚合物链之间的二次成键，使聚合物具有更高的蠕變抗性。类似的，芳香聚合物由于其环的额外刚度而具有更高的蠕變抗性。分子重量和芳香环增加聚合物的热稳定性，增强了聚合物的蠕變抗性（Meyers和Chawla，1999，573）。
聚合物和金属都可以蠕變。聚合物可以在高于-200°C的所有温度发生明显的蠕變，但是聚合物蠕變和金属蠕變之间有三点主要区别。金属蠕變：不是线性蠕變；不可恢复；只在高温下明显。

## 其它例子
尽管主要是因为高温下屈服应力的降低，世界贸易大厦的倒塌部分是由于高温下的蠕變。
运行中的核反应堆中的热压成分的蠕變应變率可以被极大的从设计上限制，因为蠕變应變率可以被高能粒子的流出而提高。
2006年7月发生在美国马塞诸塞州波士顿的Big Dig隧道顶部的倒塌中，蠕變是罪魁祸首。